# 安吉莉娜 (電影)
《安吉莉娜》（義大利語：L'onorevole Angelina）是一部於1947年上映的電影。該片由路易吉·贊帕。電影的主演是安娜·马尼亚尼，而她在威尼斯电影节贏得沃爾庇杯威尼斯影展最佳女演員獎。贊帕則入圍金獅獎。電影在公眾放映。

## 角色
- 安娜·马尼亚尼 飾 安吉莉娜·比安奇
- 南多·布魯諾（英语：Nando Bruno） 飾 帕斯誇萊·比安奇
- 阿薇·宁基（英语：Ave Ninchi） 飾 卡梅拉
- 埃内斯托·阿尔米兰特（英语：Ernesto Almirante） 飾 路易吉
- 阿涅塞·杜比尼 飾 切西拉
- 阿曼多·米利亞里（英语：Armando Migliari） 飾 卡里斯託·加隆
- 瑪莉亞·多納蒂（英语：Maria Donati） 飾 加隆太太
- 玛丽亚·格拉齐亚·弗兰恰（英语：Maria Grazia Francia） 飾 安妮塔·比安奇
- 維托里奧·莫蒂尼 飾 羅伯特
- 法蘭高·齊費里尼 飾 菲利波·加隆
- 吉安尼·莫西（英语：Gianni Musi） 飾 利波爾·比安奇
- 烏蓋托·貝爾圖奇（英语：Ughetto Bertucci） 飾 雜貨店老闆
- 安妮塔·安吉斯 飾 阿德里亞娜·比安奇

## 外部鏈接
- 互联网电影数据库（IMDb）上《安吉莉娜》的资料（英文）